# Carangola (kommun)
Carangola är en kommun i Brasilien.   Den ligger i delstaten Minas Gerais, i den sydöstra delen av landet, 800 km sydost om huvudstaden Brasília. Antalet invånare är 32 321.
Följande samhällen finns i Carangola:
- Carangola

Omgivningarna runt Carangola är huvudsakligen savann. Runt Carangola är det ganska glesbefolkat, med 23 invånare per kvadratkilometer.